# Panicum hirticaule
Espèce
Panicum hirticaule est une espèce de plantes monocotylédones de la famille des Poaceae, sous-famille des Panicoideae, originaire du continent américain.
Ce sont des plantes herbacées annuelles, cespiteuses, aux tiges (chaumes) dressées ou géniculées ascendantes et aux inflorescences en panicules.
Cette espèce, dont les graines sont comestibles, aurait été domestiquée dès l'époque préhistorique dans la région du désert de Sonora et reste une céréale mineure dans le nord-ouest du Mexique, connue localement sous le nom de sauwi ou sauhui. C'est l'une des trois espèces du genre Panicum domestiquées comme céréales, avec Panicum miliaceum, le millet commun, et Panicum sumatrense, toutes deux originaires d'Asie.  

## Description

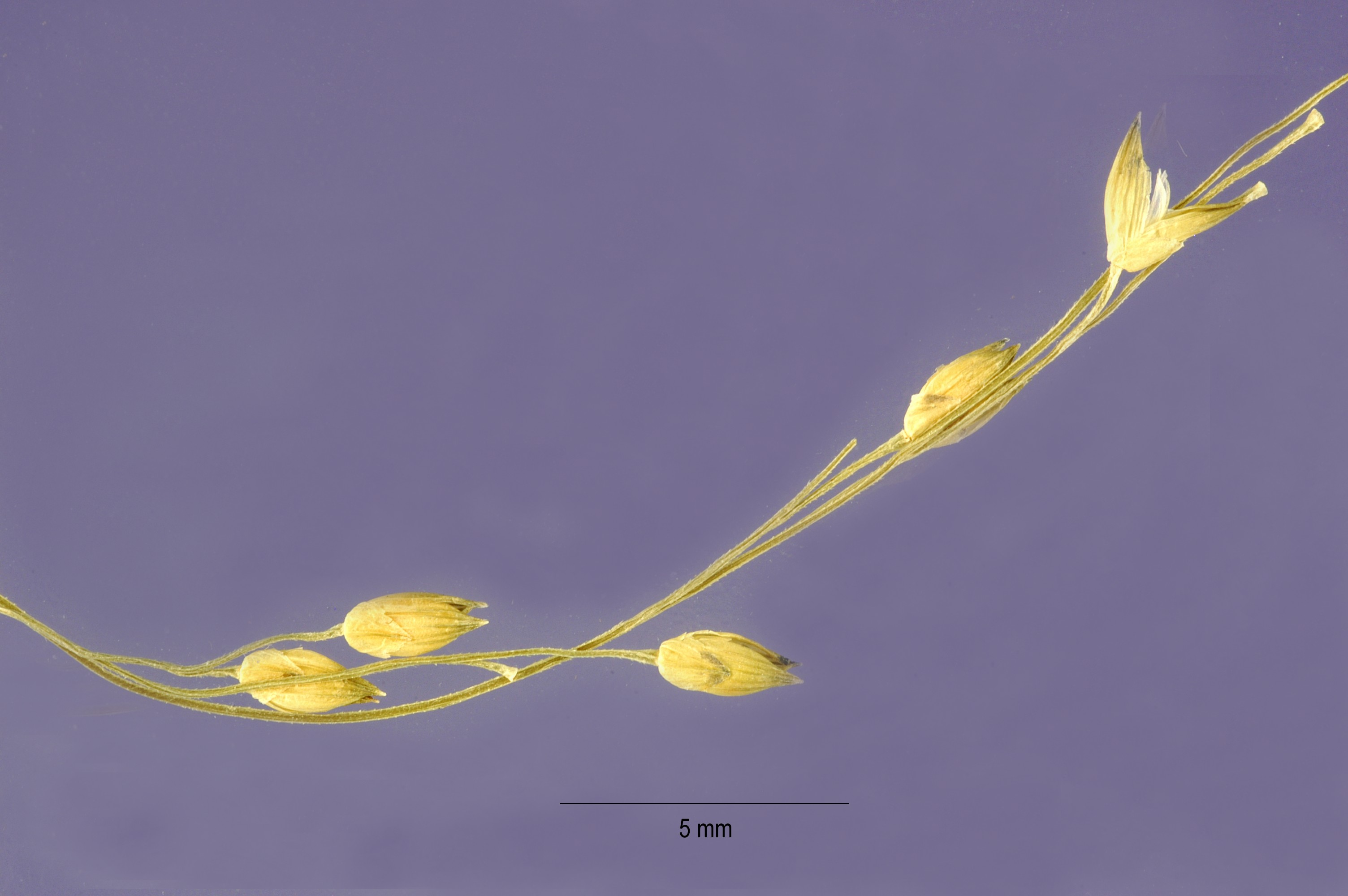
Épillets.

Panicum hirticaule est une plante herbacée annuelle, cespiteuses aux tiges (chaumes) dressées ou géniculées ascendantes ou décombantes, pouvant atteindre 80 cm de long et 2,5 mm de diamètre, qui peuvent s'enraciner au niveau des nœuds inférieurs.
Les entrenœuds des chaumes sont distalement glabres, ou hispides  avec des poils munis de tubercules à leur base, tandis que les nœuds sont pubescents. Des ramifications nombreuses se développent à la partie inférieure ou moyenne des chaumes. Les feuilles ont une gaine hispide, avec des poils munis de tubercules à leur base. La ligule est une membrane ciliée de 1,5 à 2,5 mm de long.
Le limbe foliaire, glabre ou pileux mesure de 7 à 27 cm de long sur 6 à 15 mm de large.
L'inflorescence est une panicule ouverte, ovale, de 13 à 35 cm de long, avec des ramifications droites, les ramifications primaires ayant de 6 à 13 cm de long.
Elle regroupe des épillets solitaires, apprimés, ovales, comprimés dorsalement, de 2,5 mm de long environ. Chaque épillet comprend un fleuron basal stérile et un fleuron fertile sans extension du rachillet.
Les épillets fertiles sont pédicellés. Ils se détachent en entier à maturité.
Ils sont sous-tendus par deux glumes membraneuses dissemblables, atteignant l'apex des fleurons, ovales, à l'apex aigu, plus fines que la lemme fertile.
La glume inférieure, de 1,2  à 1,5 mm long, présente 3 à 5 nervures.
La glume supérieure, plus longue (de 2,1 à 2,2 mm) compte 7 nervures.
Les fleurons comptent 3 anthères orange, de 0,9 à 1 mm de long.
Le fruit est un caryopse au péricarpe adhérent, de 1,3 à 1,4 mm de long, de forme ellipsoïdale, de couleur très pâle. 

## Distribution
L'aire de répartition originelle de Panicum hirticaule s'étend :
- en Amérique du Nord : au Mexique (Basse-Californie, Chihuahua, Durango, Nuevo León, Sinaloa, Sonora, Chiapas, Colima, Guanajuato, Guerrero, Jalisco, Mexico, Michoacán, Morelos, Nayarit, Oaxaca, Tabasco, Yucatán), dans le sud-ouest des États-Unis (Nouveau-Mexique, Texas, Arizona, Californie, Nevada) ;
- en Amérique du Sud : Venezuela (Guárico), Pérou (Cajamarca, Huánuco, La Libertad, Piura), Équateur (Guayas) ;
- en  Amérique centrale (Costa Rica, Salvador, Guatemala, Honduras, Nicaragua) et dans les Caraïbes (Cuba, Haïti, Saint-Domingue).

Une variété, Panicum hirticaule var. milliaceum (ou Panicum sonorum), aux panicules plus grandes et plus florifères, était cultivée autrefois le long du cours inférieur du Colorado par les peuples Cocopa et Yuman, et récoltée pour ses graines comestibles. Elle n'est plus cultivée depuis le début du XXe siècle   depuis la disparition de l'écosystème du delta du Colorado et du système agricole des Cocopas qui en dépendait.
Désormais cette plante n'est plus cultivée que par quelques familles Guarijio conservatrices dans la région du rio Mayo et par l'organisation Native Seeds/SEARCH à Tucson.

## Taxinomie
L'espèce Panicum hirticaule a été décrite par le botaniste tchèque, J.Presl, et publiée en 1830 dans son Reliquiae Haenkeanae 1(4-5): 308.

### Étymologie
Le nom générique « Panicum » dérive d'un terme latin, panis, le pain, avec le suffixe adjectival -icum, en référence à l'utilisation des graines de panic (millet commun) pour fabriquer du pain. L'épithète spécifique « hirticaule » dérive de deux racines latines :  hirtus, hérissé, velu, et caulis, tige, en référence aux tiges plus ou moins couvertes de poils.

### Synonymes
Selon Catalogue of Life (12 mars 2018) :
- Panicum capillare var. glabrum Vasey ex Brandegee, nom. nud.
- Panicum capillare var. hirticaule (J.Presl) Gould
- Panicum capillare var. miliaceum Vasey
- Panicum flabellatum E.Fourn., nom. illeg.
- Panicum hirticaule var. glabrescens Andersson
- Panicum hirticaule var. miliaceum (Vasey) Beetle
- Panicum hirticaule subsp. sonorum (Beal) Freckmann & Lelong
- Panicum hirticaule var. verrucosum Zuloaga & Morrone
- Panicum polygamum var. hirticaule (J.Presl) E.Fourn.
- Panicum sonorum Beal

### Liste des variétés et sous-espèces
Selon Tropicos (12 mars 2018) (Attention liste brute contenant possiblement des synonymes) :
- sous-espèces :
  - Panicum hirticaule subsp. hirticaule
  - Panicum hirticaule subsp. sonorum (Beal) Freckmann & Lelong
  - Panicum hirticaule subsp. stramineum (Hitchc. & Chase) Freckmann & Lelong
- variétés :

- - Panicum hirticaule var. glabrescens Andersson
  - Panicum hirticaule var. hirticaule
  - Panicum hirticaule var. majus Andersson
  - Panicum hirticaule var. miliaceum (Vasey) Beetle
  - Panicum hirticaule var. minus Andersson
  - Panicum hirticaule var. pampinosum (Hitchc. & Chase) Beetle
  - Panicum hirticaule var. stramineum (Hitchc. & Chase) Beetle
  - Panicum hirticaule var. verrucosum Zuloaga & Morrone